# 巍宝山乡
巍宝山乡，原称巍宝乡，是中华人民共和国云南省大理白族自治州巍山彝族回族自治县下辖的一个乡镇级行政单位。

## 行政区划
巍宝山乡下辖以下地区：
建设村、龙潭村、安乐村、大箐村、合作村和中和村。